# Panemoon

Schema van een panemoon, met windvangende bladen op de wind, en gedraaide bladen tegen de wind in.

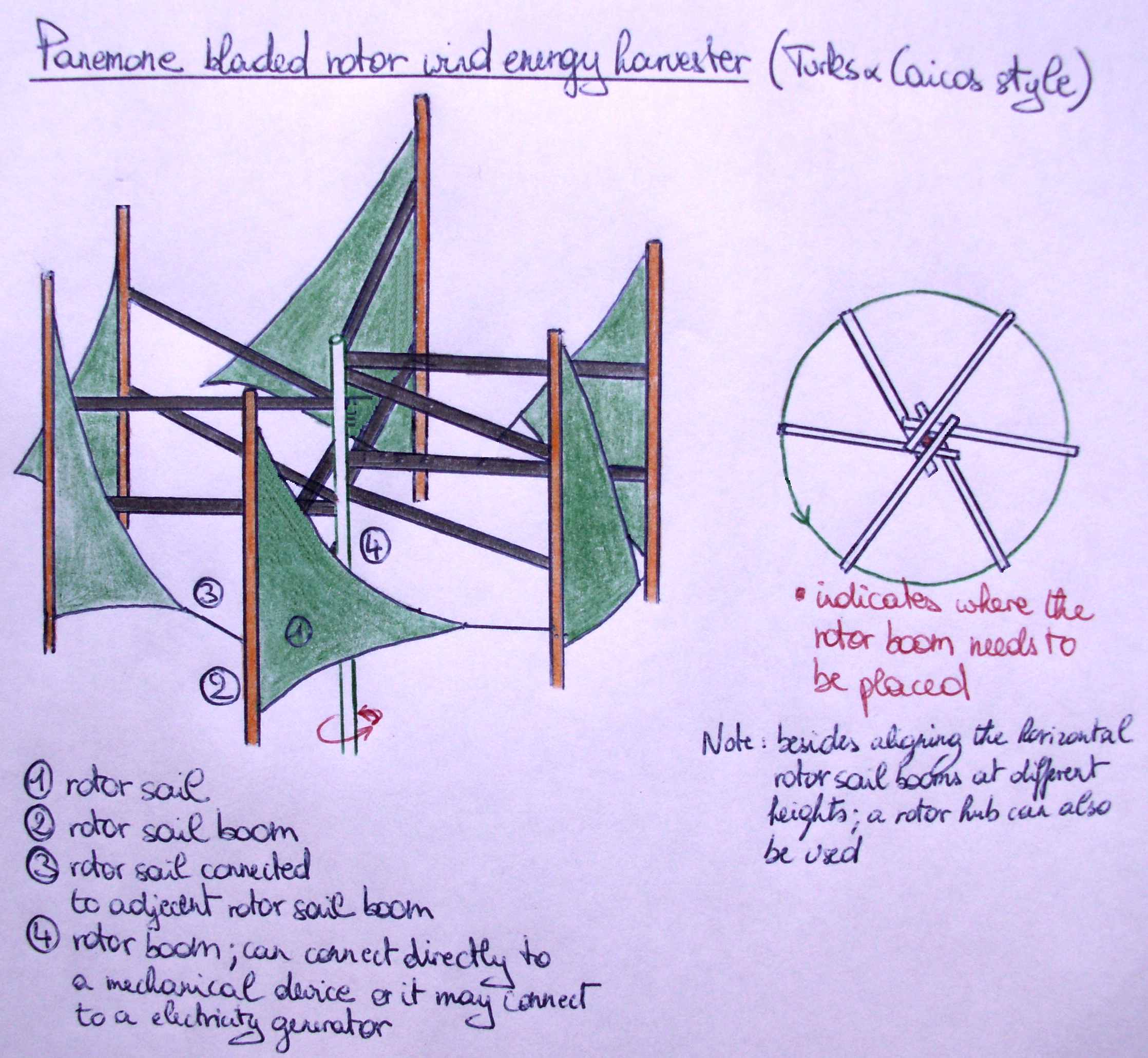
Het panemoontype, gebruikt door de bewoners van de Turks- en Caicoseilanden.

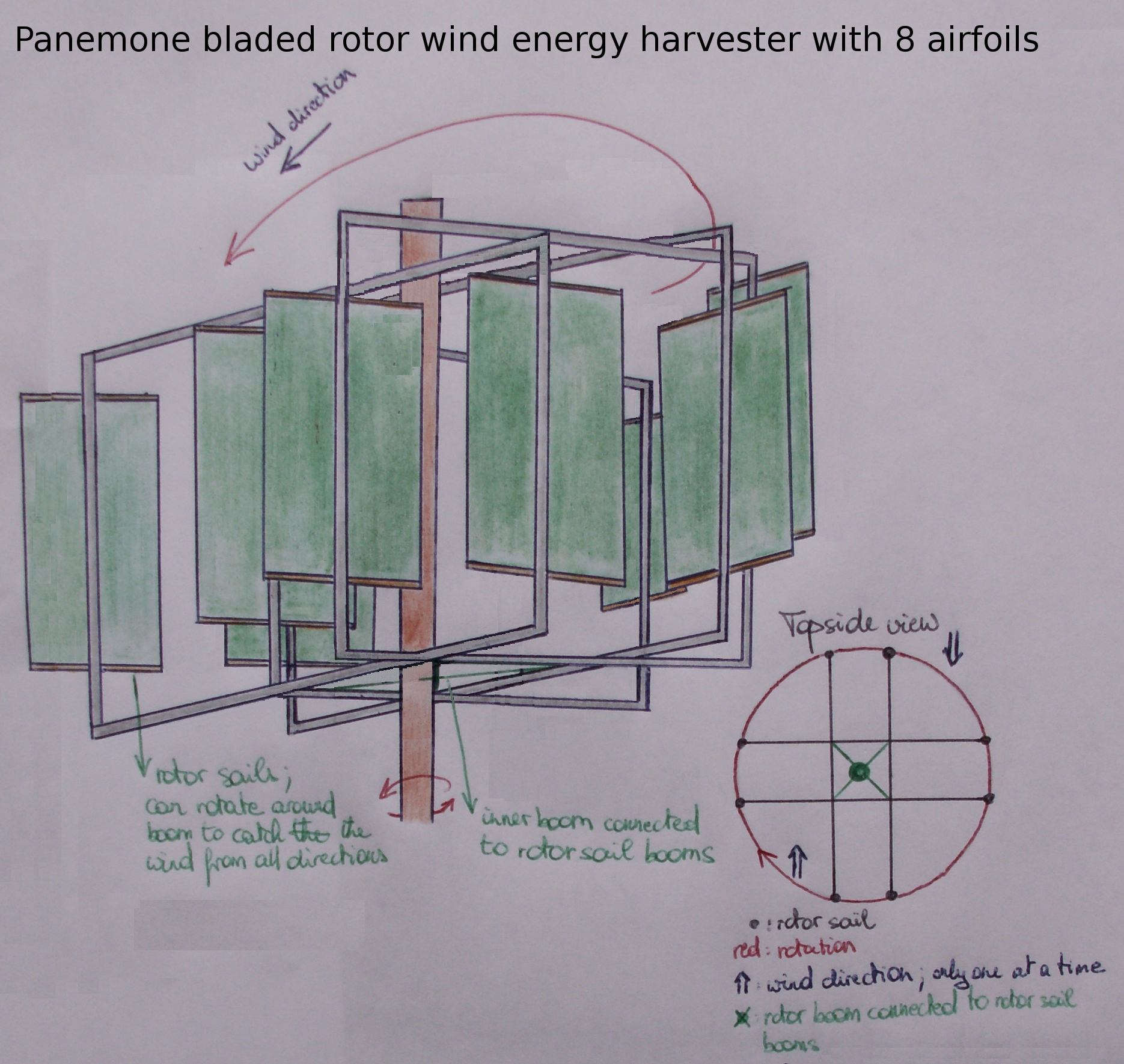
Een panemoon met 8 bladen.

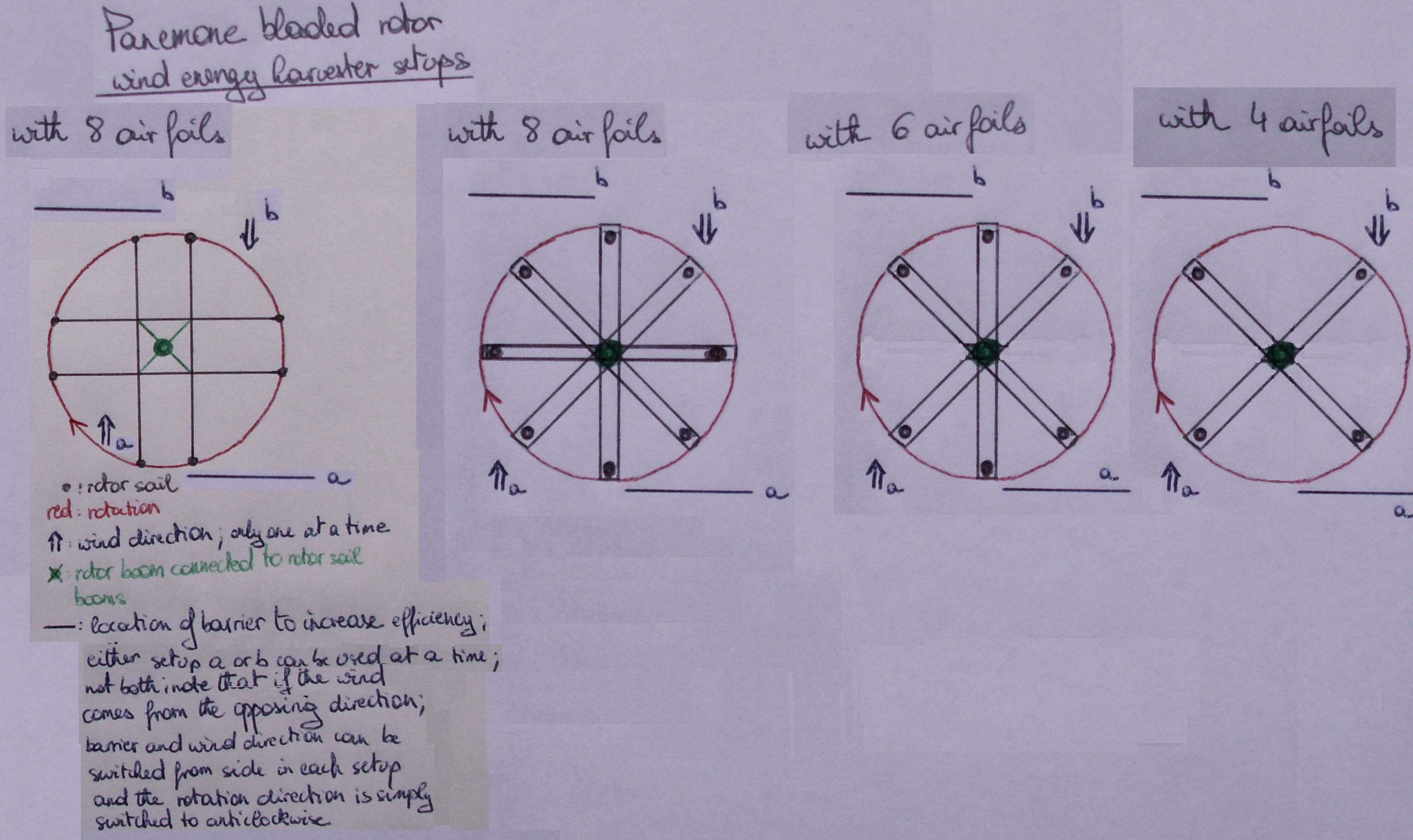
Eenzijdige afscherming ter verhogen van het rendement.

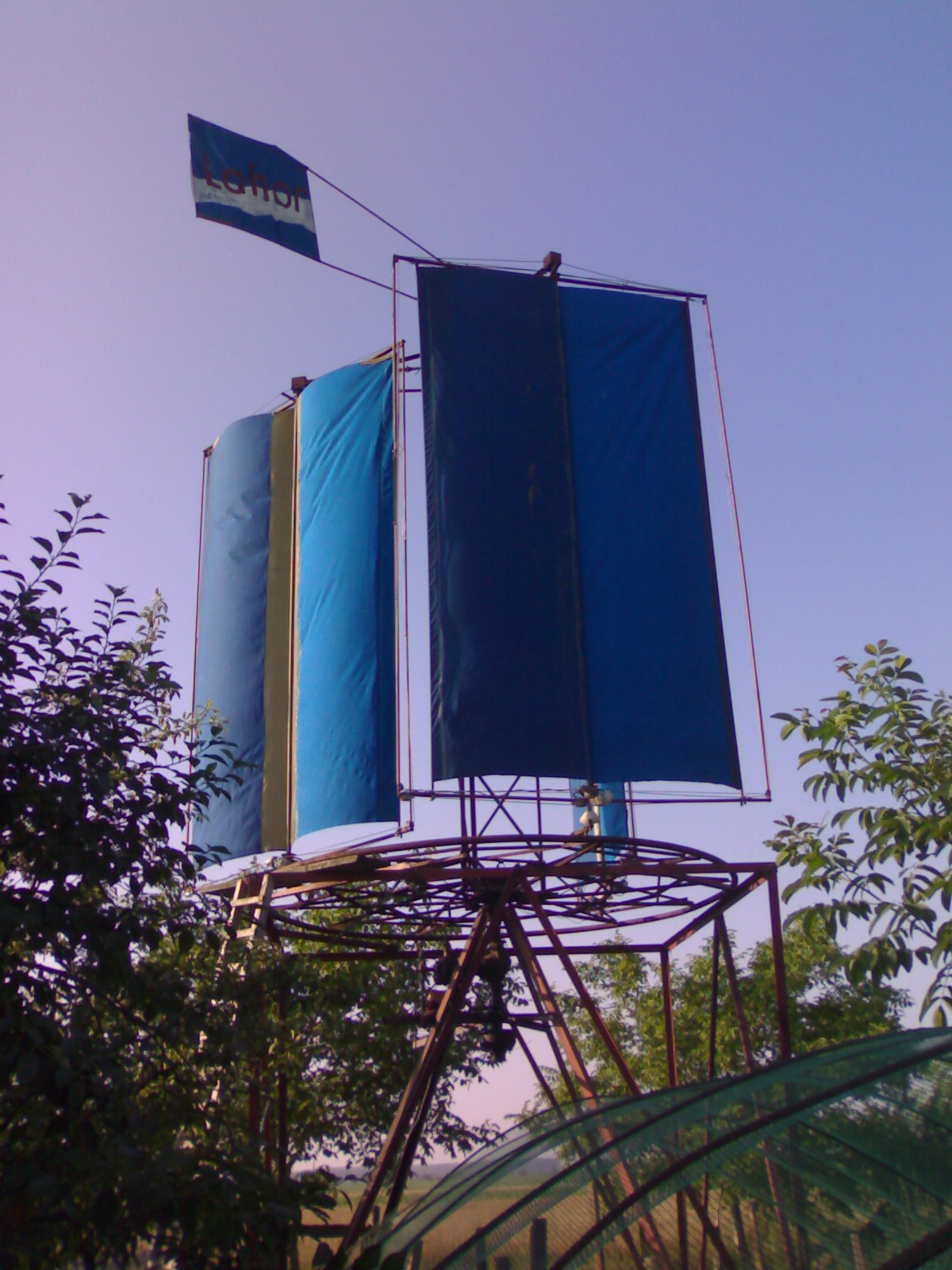
Panemoon-windmolen met roterende zeilen in Osijek (Kroatië).

Een Panemoon is een type verticaleaswindturbine (VAWT). Ze heeft een roterende as, die verticaal is opgesteld, terwijl de windvangende bladen met de wind mee bewegen. In tegenstelling tot de as van een horizontaleaswindturbine (HAWT), die recht in de wind steekt, terwijl haar bladen loodrecht op de windrichting bewegen. Dat betekent, dat een panemoon primair gebruikmaakt van de luchtweerstand terwijl de bladen van een HAWT gebruikmaken van lift.
De benaming panemoon is afgeleid van het grieks: pan = elke of alle; anemos = wind.
Het is dus eigenlijk de benaming voor een windturbine, die onafhankelijk is van de windrichting.
Hieronder vallen dus de meeste VAWT’s.
De benaming panemoon werd echter al sinds de 19e eeuw gebruikt voor dit soort windturbines (zie: “De Natuur”, Populair Geïllustreerd Maandschrift, gewijd aan de natuurkundige wetenschappen en hare toepassingen van 15 April 1884 - 4e jaargang).

## Geschiedenis
De historisch gezien eerst bekende windmachine was gemaakt door de Perzen en was van het type panemoon, bestaande uit een muur, met sleuven, rondom een verticale as met vier tot acht stoffen zeilen. Als de wind blies, draaiden de zeilen rond de as, die op zijn beurt verbonden was met de graanmolen of een of andere vorm van watertransportmechanisme (ofschoon weinig bekend is over de exacte details).
Geschiedenis
Niemand weet wanneer de mens de eerste windmolens bouwde om arbeid te verrichten. De eerste toepassing zou in China kunnen zijn geweest, meer dan 2.000 jaar geleden, maar archeologen hebben geen duidelijke beschrijving gevonden van hun gebruik vóór 1219 na Chr. De eerste beschreven windmolen was van Perzische oorsprong, en uitgevonden rond 500–900 na Chr. Dit ontwerp was de panemoon, met verticale lichtgewicht houten zeilen verbonden door middel van horizontale dwarsbalken aan een centrale verticale as. Het was in eerste instantie gebouwd om water te pompen, en vervolgens aangepast om ook graan te malen.

## Werking
De bladen van een panemoon worden aangedreven door de wind en draaien rond om een as om deze aan te drijven.
Hiervoor moeten de bladen met de wind mee bewegen in één helft van de cirkelbeweging, en tegen de wind in bewegen in de andere helft. Om te voorkomen dat de bladen die tegen de wind in bewegen weer teruggeblazen worden, kan een helft van de panemoon worden afgeschermd (Perzische windmolen), of anders moeten de bladen vastgezet worden, zodat ze met de kopse kant in de wind gezet kunnen worden als de rotor ze tegen de wind in beweegt (Chinese windmolen).

## Rendement
Windmachines die afhankelijk zijn van luchtweerstand bereiken hun maximale rendement wanneer de collector door de wind weggedrukt wordt. Omdat de windpanelen niet werken als ze terugkeren, tegen de wind in, kan de rotor in de Perzische panemoon alleen energie opwekken met de wind die de helft van het oppervlak bestrijkt (zie schema).
De panemoon is een van de minst efficiënte windturbinetypes. Ondanks dat is het ook een van de meest opnieuw uitgevonden en gepatenteerde vormen.

## Moderne Panemoon
In 2007 patenteerde de Fransman Pierre Dieudonné (Patent WO2007113401A2) een panemoon.
Hij plaatst rechtop staande panelen tussen twee om een verticale as draaiende kruizen.
De stand van de panelen is gebaseerd op de stand van een zeil op een zeilboot die een cirkel beschrijft. Hierdoor wordt op alle posities gebruikgemaakt van de kracht van de wind.
Met deze uitvinding won hij een zilveren medaille op de uitvindersbeurs in Genève in 2006.
Verder dan een schaalmodel heeft deze uitvinding het echter nog niet gebracht.